# Qualificazioni al campionato europeo maschile di calcio 1984 - Gruppo 5
Il Gruppo 5 delle qualificazioni al campionato europeo di calcio 1984 ha incluso cinque squadre e vide la vittoria finale della Romania, che precedendo la Svezia di un punto ebbe accesso alla fase finale. L'Italia, campione del mondo in carica, fallì clamorosamente la qualificazione chiudendo addirittura quarta.

## Classifica
| Team           | G | V | N | P | RF | RS | DR  | PT |
| -------------- | - | - | - | - | -- | -- | --- | -- |
| Romania        | 8 | 5 | 2 | 1 | 9  | 3  | +6  | 12 |
| Svezia         | 8 | 5 | 1 | 2 | 14 | 5  | +9  | 11 |
| Cecoslovacchia | 8 | 3 | 4 | 1 | 15 | 7  | +8  | 10 |
| Italia         | 8 | 1 | 3 | 4 | 6  | 12 | −6  | 5  |
| Cipro          | 8 | 0 | 2 | 6 | 4  | 21 | −17 | 2  |

## Risultati
| Arbitro: | Arsen Hoxha |

|                                    |           |              |
| Văetuș 16’ Cămătaru 18’ Bölöni 71’ | Marcatori | 29’ Vrahimis |

| Arbitro: | Edvard Šoštarič |

|                      |           |  |
| Andone 25’ Klein 48’ | Marcatori |  |

| Arbitro: | Robert Valentine |

|                       |           |                           |
| Petr Janečka 48’, 53’ | Marcatori | 87’ Jingblad 90’ Eriksson |

| Arbitro: | Neil Midgley |

|  |           |                  |
|  | Marcatori | 34’ Corneliusson |

| Arbitro: | Charles Corver |

|                                |           |                         |
| Altobelli 13’ Kapko 65’ (aut.) | Marcatori | 26’ Sloup 70’ Chaloupka |

| Firenze 4 dicembre 1982, ore 14:30 CET | Italia          | 0 – 0 referto | Romania | Stadio Comunale (50,478 spett.)\| Arbitro: \| Georges Konrath \| |
| Arbitro:                               | Georges Konrath |               |         |                                                                  |

| Arbitro: | Bogdan Dochev |

|            |           |              |
| Mavris 47’ | Marcatori | 58’ Graziani |

| Arbitro: | Stjepan Glavina |

|                |           |              |
| Theofanous 21’ | Marcatori | 60’ Bičovský |

| Arbitro: | Norbert Rolles |

|                                                      |           |  |
| Daněk 4’, 70’ Vízek 29’, 48’ Prokeš 37’ Jurkemik 57’ | Marcatori |  |

| Arbitro: | Michel Vautrot |

|            |           |  |
| Bölöni 24’ | Marcatori |  |

| Arbitro: | Juhani Smolander |

|                                                       |           |  |
| Prytz 54’, 77’ Corneliusson 58’ Hysén 62’ Ravelli 73’ | Marcatori |  |

| Arbitro: | Alexis Ponnet |

|  |           |                  |
|  | Marcatori | 40’ (rig.) Vízek |

| Arbitro: | Walter Eschweiler |

|                               |           |  |
| Eriksson 31’ Corneliusson 55’ | Marcatori |  |

| Arbitro: | Adolf Prokop |

|  |           |              |
|  | Marcatori | 30’ Cămătaru |

| Arbitro: | Michel Vautrot |

|                  |           |  |
| Corneliusson 17’ | Marcatori |  |

| Arbitro: | José García Carrión |

|  |           |                                 |
|  | Marcatori | 20’, 27’ Strömberg 71’ Sunesson |

| Arbitro: | Ronald Bridges |

|  |           |            |
|  | Marcatori | 78’ Bölöni |

| Arbitro: | George Courtney |

|               |           |  |
| Rada 63’, 76’ | Marcatori |  |

| Arbitro: | Károly Palotai |

|            |           |             |
| Luhový 85’ | Marcatori | 82’ Geolgău |

| Arbitro: | Thomas Oliver Donnelly |

|                                            |           |                    |
| Altobelli 53’ Cabrini 82’ Rossi 86’ (rig.) | Marcatori | 68’ (rig.) Tsingis |

## Classifica marcatori
4 reti
- Dan Corneliusson

3 reti
- Ladislav Vízek (1 rigore)

- László Bölöni

2 reti
- Václav Daněk
- Petr Janečka

- Petr Rada
- Alessandro Altobelli

- Rodion Cămătaru
- Ulf Eriksson

- Robert Prytz
- Glenn Strömberg

1 rete
- Takīs Maurīs
- Theofanīs Theofanous
- Marios Tsigkīs (1 rigore)
- Fivos Vrahimis
- Přemysl Bičovský

- Pavel Chaloupka
- Ladislav Jurkemik
- Milan Luhový
- Zdeněk Prokeš
- Jiří Sloup

- Antonio Cabrini
- Paolo Rossi (1 rigore)
- Ioan Andone
- Ion Geolgău
- Michael Klein

- Florea Văetuș
- Glenn Hysén
- Mats Jingblad
- Andreas Ravelli
- Thomas Sunesson

1 autogol
- Nikos Patikkīs (pro  Italia)
- Ján Kapko (pro  Italia)